# Franklin Cannon
Franklin Cannon (* 12. März 1794 in North Carolina; † 13. Juni 1863 im Cape Girardeau County, Missouri) war ein US-amerikanischer Politiker. Zwischen 1836 und 1840 war er Vizegouverneur des Bundesstaates Missouri.

## Werdegang
Franklin Cannon studierte Medizin und arbeitete danach als Arzt. 1819 kam er in das Missouri-Territorium, wo er sich als Arzt in der Nähe der heutigen Stadt Jackson niederließ. In den Jahren 1832 und 1833 erwarb er sich dort große medizinische Verdienste im Kampf gegen eine Cholera-Epidemie. Politisch schloss er sich der Demokratischen Partei an. Er war Abgeordneter im Repräsentantenhaus von Missouri und wurde 1832 in den Staatssenat gewählt.
1836 wurde Cannon an der Seite von Lilburn Boggs zum Vizegouverneur von Missouri gewählt. Dieses Amt bekleidete er zwischen 1836 und 1840. Dabei war er Stellvertreter des Gouverneurs und Vorsitzender des Staatssenats. Nach seiner Zeit als Vizegouverneur praktizierte Cannon wieder als Arzt. In Jackson betrieb er zusammen mit seinem Sohn, der ebenfalls Mediziner war, eine Arztpraxis. Außerdem war er Eigentümer einer großen Plantage, die mit Hilfe von Sklaven betrieben wurde. Im Jahr 1845 nahm er als Delegierter an einem allerdings ergebnislosen Verfassungskonvent seines Staates teil. Er starb am 13. Juni 1863. Franklin Cannon war mit Mary W. Dunklin verheiratet, einer Tochter von Gouverneur Daniel Dunklin.